# Роберт Деме
Роберт Деме (словац. Róbert Döme, нар. 29 січня 1979, Сениця) — колишній словацький хокеїст, що грав на позиції крайнього нападника.

## Ігрова кар'єра
Хокейну кар'єру розпочав 1995 року виступами за команду «Юта Гріззліс» в ІХЛ.
1997 року був обраний на драфті НХЛ під 17-м загальним номером командою «Піттсбург Пінгвінс». 
Протягом професійної клубної ігрової кар'єри, що тривала 16 років, захищав кольори команд «Піттсбург Пінгвінс», «Оцеларжи», «Кладно», «Калгарі Флеймс», «Седертельє», «Нюрнберг Айс-Тайгерс», МОДО, «Слован» (Братислава).
Загалом провів 53 матчі в НХЛ.
Виступав у складі юніорської збірної Словаччини.
По завершенні ігрової кар'єри працював  скаутом.

## Нагороди та досягнення
- Чемпіон Швеції в складі МОДО — 2007.
- Чемпіон Словаччини в складі «Слована» (Братислава) — 2008.

## Статистика

### Клубні виступи
| Сезон        | Клуб                            | Ліга         | Регулярний сезон | Регулярний сезон | Регулярний сезон | Регулярний сезон | Регулярний сезон | Плей-оф | Плей-оф | Плей-оф | Плей-оф | Плей-оф |
| Сезон        | Клуб                            | Ліга         | І                | Г                | П                | О                | ШХ               | І       | Г       | П       | О       | ШХ      |
| ------------ | ------------------------------- | ------------ | ---------------- | ---------------- | ---------------- | ---------------- | ---------------- | ------- | ------- | ------- | ------- | ------- |
| 1995–96      | «Юта Гріззліс»                  | ІХЛ          | 56               | 10               | 9                | 19               | 28               | —       | —       | —       | —       | —       |
| 1996–97      | «Лонг-Біч Айс-Догс»             | ІХЛ          | 13               | 4                | 6                | 10               | 14               | —       | —       | —       | —       | —       |
| 1996–97      | «Лас-Вегас Тандер»              | ІХЛ          | 43               | 10               | 7                | 17               | 22               | —       | —       | —       | —       | —       |
| 1997–98      | «Піттсбург Пінгвінс»            | НХЛ          | 30               | 5                | 2                | 7                | 12               | —       | —       | —       | —       | —       |
| 1997–98      | «Сірак'юс Кранч»                | АХЛ          | 36               | 21               | 25               | 46               | 77               | —       | —       | —       | —       | —       |
| 1998–99      | «Х'юстон Аерос»                 | ІХЛ          | 20               | 2                | 4                | 6                | 24               | —       | —       | —       | —       | —       |
| 1998–99      | «Сірак'юс Кранч»                | АХЛ          | 48               | 18               | 17               | 35               | 70               | —       | —       | —       | —       | —       |
| 1999–00      | «Піттсбург Пінгвінс»            | НХЛ          | 22               | 2                | 5                | 7                | 0                | —       | —       | —       | —       | —       |
| 1999–00      | «Віклс-Беррі/Скрентон Пінгвінс» | АХЛ          | 51               | 12               | 26               | 38               | 83               | —       | —       | —       | —       | —       |
| 2000–01      | «Кладно»                        | ЧЕ           | 29               | 9                | 12               | 21               | 57               | —       | —       | —       | —       | —       |
| 2000–01      | «Оцеларжи»                      | ЧЕ           | 5                | 0                | 3                | 3                | 4                | —       | —       | —       | —       | —       |
| 2001–02      | «Віклс-Беррі/Скрентон Пінгвінс» | АХЛ          | 39               | 9                | 8                | 17               | 53               | —       | —       | —       | —       | —       |
| 2002–03      | «Калгарі Флеймс»                | НХЛ          | 1                | 0                | 0                | 0                | 0                | —       | —       | —       | —       | —       |
| 2002–03      | «Сент-Джон Флеймс»              | АХЛ          | 56               | 27               | 29               | 56               | 41               | —       | —       | —       | —       | —       |
| 2003–04      | «Седертельє»                    | Елітсерія    | 28               | 10               | 19               | 29               | 8                | —       | —       | —       | —       | —       |
| 2003–04      | «Лоуелл-Лок Монстерс»           | АХЛ          | 13               | 5                | 7                | 12               | 19               | —       | —       | —       | —       | —       |
| 2004–05      | «Седертельє»                    | Елітсерія    | 50               | 12               | 10               | 22               | 92               | 10      | 0       | 1       | 1       | 8       |
| 2005–06      | «Нюрнберг Айс-Тайгерс»          | ДХЛ          | 48               | 12               | 23               | 35               | 80               | 4       | 2       | 2       | 4       | 8       |
| 2006–07      | МОДО                            | Елітсерія    | 50               | 13               | 10               | 23               | 66               | 20      | 6       | 8       | 14      | 55      |
| 2007–08      | «Слован» (Братислава)           | СЕ           | 37               | 14               | 21               | 35               | 28               | —       | —       | —       | —       | —       |
| 2008–09      | «Слован» (Братислава)           | СЕ           | 45               | 24               | 24               | 48               | 75               | —       | —       | —       | —       | —       |
| 2009–10      | «Дукла» (Сениця)                | СЕ1          | 6                | 1                | 4                | 5                | 4                | —       | —       | —       | —       | —       |
| Усього в НХЛ | Усього в НХЛ                    | Усього в НХЛ | 53               | 7                | 7                | 14               | 12               | —       | —       | —       | —       | —       |

### Збірна
| Рік              | Команда          | Турнір           | І | Г | П  | О  | ШХ |
| ---------------- | ---------------- | ---------------- | - | - | -- | -- | -- |
| 1995             | Словаччина       | ЮЧЄ18-B          | 5 | 7 | 10 | 17 | 2  |
| Юніорська збірна | Юніорська збірна | Юніорська збірна | 5 | 7 | 10 | 17 | 2  |